# Ernest Barberolle
Ernest Barberolle (* 16. Oktober 1861 in Paris; † 5. September 1948 in Joinville-le-Pont) war französischer Steuermann.

## Biografie
Ernest Barberolle wurde mit Gabriel Poix und seinem Schwiegersohn Maurice Bouton 1920 Europameister im Zweier mit Steuermann. Wenige Wochen später gewann das Trio bei den Olympischen Sommerspielen 1920 in Antwerpen in der Zweierregatta mit Steuermann die Silbermedaille. Bei den Europameisterschaften 1923 konnte er mit Eugène Constant und Raymond Talleux die Bronzemedaille gewinnen.